# Абей Зул
Абе́й Зул (малайск.  Abey Zoul; р. 5 марта 1976, дер. Тупай, Телой, Кедах) — художник-аквалерист Малайзии.
В 1978 г. семья переехала в Бачок (Келантан). Там он, учась в средней школе, занимался рисованием под руководством учителя Нави Аванг Лаха. В 1998 году окончил отделение архитектуры Технологического института МАРА в Скудае (Джохор-Бару). Работал в Куала-Лумпуре в различных архитектурных компаниях («DBA Architect», «Seksan Design», «Perunding Alam Bina»), в настоящее время руководитель отдела визуального искусства 3D в «Zone Architect».
В 2012 году благодаря знакомству с художниками Арис Азизом, Хишамом Салмином, Джамалом Томми стал активно заниматься акварелью. Среди жанров портреты, пейзажи, зарисовки городской жизни, абстрактные этюды.
В 2014 году стал одним из основателей объединения аквалеристов «Gangsta Watakala». В 2015 году участвовал в неделе малайзийской культуры в Париже. В 2016 году выпустил два набора открыток и серию магнитов для холодильников с видами Куала-Лумпура и Малакки. С 2012 года принял участие в 16 выставках, в том числе во Франции и Таиланде.

## Награды
- Золотая медаль на Floria Art Competition (Путраджая, 2014)
- Поощрительный приз на выставке акварельного рисунка «Экспрессия» (Селангор, 2014)
- Первая премия на Pleinair competition (Куала-Липис, Паханг, 2015)
- Первая премия на Pleinair Challenge (Танджунг-Малим, Перак, 2016)

## Впечатление
Для Абей Зула акварель — это магия. Она живёт и развивается сама по себе, приводя к непредсказуемому результату. Для него акварель подобно удивлённому резвому ребёнку, характер которого предвидеть невозможно. И от родителей зависит, как сделать так, чтобы он стал полезным гражданином. Занимаясь акварелью, вы можете контролировать её лишь в определённых пределах, конечный результат — в руках Бога. — Ван Борхануддин 